# Айзек Батт
Айзек Батт (англ. Isaac Butt; 6 вересня 1813, Гленфін — 5 травня 1879, Дублін) — ірландський юрист, адвокат, політичний діяч-націоналіст, депутат парламенту; вважається одним із засновників ірландського націоналізму.
Закінчив з відзнакою дублінський Триніті-коледж, у 1836 році став там професором політичної економії. У 1838 році отримав статус барристера, незабаром став відомим не тільки як талановитий адвокат, але і як політик-націоналіст, який стоїть на протестантських і консервативних позиціях і перебуває в опозиції до іншого відомого ірландського націоналіста того часу, О'Коннела: Батт підтримував існування Сполученого королівства Великої Британії та Ірландії з наданням останній широкого самоврядування і був одним із засновників «ліги гомрул».
У 1844 році був проведений у королівські адвокати. Брав участь у розборі багатьох важливих судових справ Ірландії протягом багатьох років, займався, зокрема, захистом Сміта О'Браєна в 1848 році і феніїв між 1865 і 1869 роками. У 1852 році він повернувся в парламент депутатом від торі, і зберігав це місце до 1865 року, але його погляди поступово стали більш ліберальними, що призвело до відходу від деяких колишніх ідей.